# Kalman Kahana

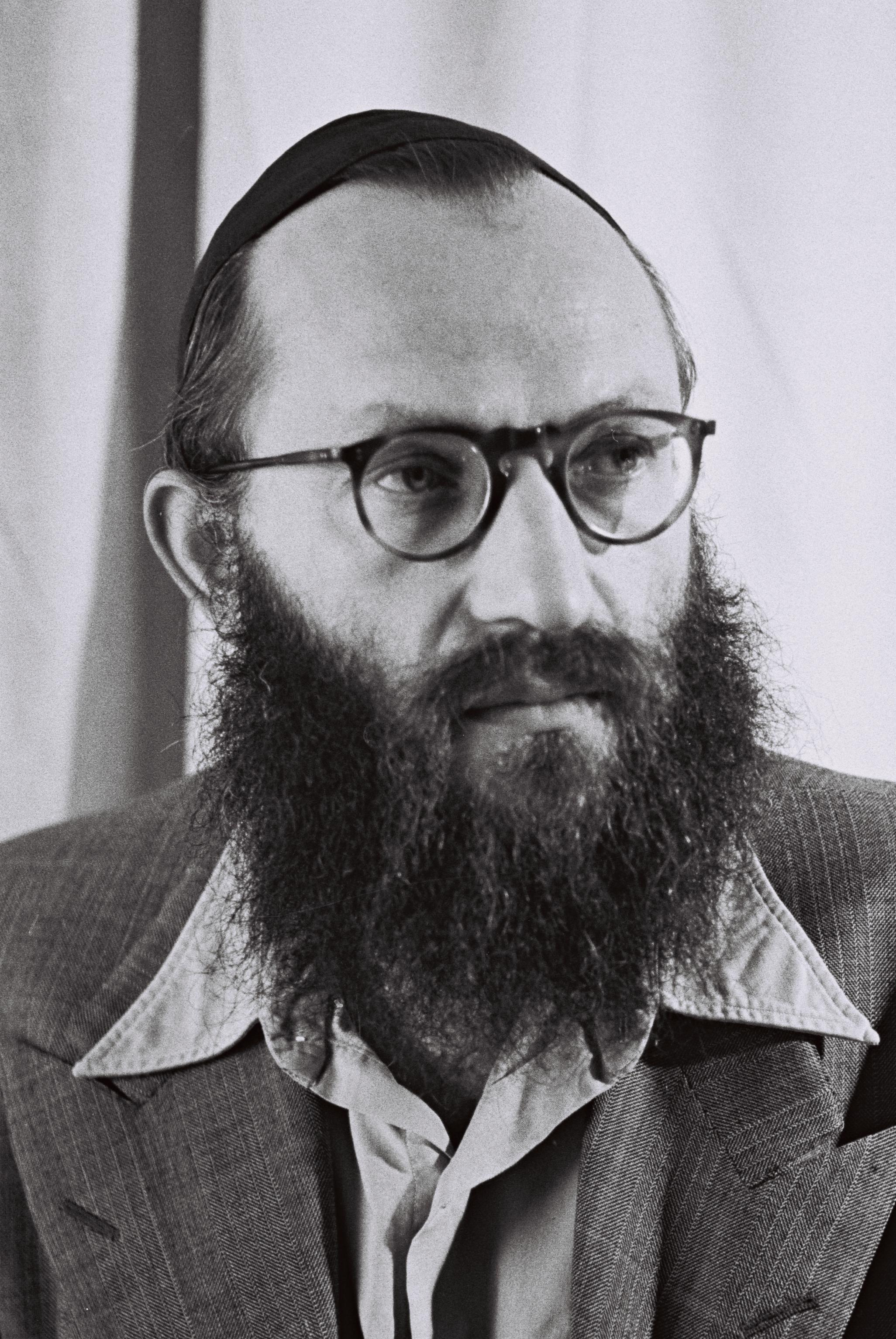
Kalman Kahana (1951)

Kalman Kahana (hebräisch קלמן כהנא, geboren  31. Mai 1910 in Brody, Österreich-Ungarn; gestorben 20. August 1991 in Jerusalem) war ein israelischer Politiker, Vize-Minister und Journalist sowie Unterzeichner der  Israelischen Unabhängigkeitserklärung. Er war der Bruder von Jitzchak Kahan, ehemaliger Richter und Präsident des Obersten Gerichts.

## Leben
Kalman Kahan war ein Sohn des Benjamin Zeev Kahan und der Chaya Idil. Er studierte Philosophie, Semitistik, Geschichte und Pädagogik an der Universität Berlin und an der Universität Würzburg, wo er mit einer Arbeit über den Seder Tannaim we-Amoraim in Philosophie promoviert wurde. Er erhielt seine Semicha als Rabbiner am Rabbinerseminar zu Berlin. Darüber hinaus war er auch Leiter der städtischen Studentenorganisation der Jahadut Charedit (hebräisch יַהֲדוּת חֲרֵדִית) und ein Mitglied der Jugendbewegung der Aguda. Er heiratete 1935 Hannah Kunstadt, sie hatten acht Kinder.
1938 wanderte Kahana nach Palästina aus, wo er sich im Kibbuz Chafetz Chaim  (hebräisch חָפֵץ חַיִּים, lit. Lebenswunsch) in Schefela niederließ. Dort wurde er Herausgeber der Zeitung Scha'arim.
Als Knessetabgeordneter der Poalei Agudat Jisra’el wurde Kahana mehrmals zum stellvertretenden Bildungsminister ernannt. Dieses Amt bekleidete er vom 4. November 1951 bis zum 15. August 1955 sowie vom 29. November 1961 bis zum 22. November 1965 und vom 17. Januar 1966 bis zum 15. Dezember 1969.

## Werke (Auswahl)
- Seder Tannaim weAmoraim. Auf Grund mehrerer veröffentlichter und nichtveröffentlichter Texte bearbeitet, übersetzt, mit Einleitung und erklärenden Noten versehen. Frankfurt am Main 1935 (zugleich Dissertation Würzburg).